# Medusafissurella melvilli
Medusafissurella melvilli is een slakkensoort uit de familie van de Fissurellidae. De wetenschappelijke naam van de soort is voor het eerst geldig gepubliceerd in 1882 door G. B. Sowerby III.